# كيفية تجنب كارثة مناخية (كتاب)
كيفية تجنب كارثة مناخية الاسم كامل كيفية تجنب كارثة مناخية: الحلول التي لدينا والاختراقات التي نحتاجها (بالإنجليزية: How to Avoid a Climate Disaster: The Solutions We Have and the Breakthroughs We Need) هو كتاب صدر عام 2021 من تأليف بيل جيتس. يقدم غيتس ما تعلمه خلال أكثر من عقد من دراسة تغير المناخ والاستثمار في الابتكارات لمعالجة ظاهرة الاحتباس الحراري ويوصي باستراتيجيات لمعالجته.

## ملخص
يقول جيتس إن الحكومات والشركات لها دور تلعبه في مكافحة الاحتباس الحراري. في حين أنه يقر بوجود توتر بين التنمية الاقتصادية والاستدامة، فإنه يفترض أن التكنولوجيا الخضراء المتسارعة ستحلها. ودعا الحكومات إلى زيادة الاستثمار في أبحاث المناخ، ولكن في نفس الوقت لتحفيز الشركات على الاستثمار في الطاقة الخضراء وإزالة الكربون. يقترح جيتس أيضًا نظامًا لتسعير الكربون يراعي جميع العوامل الخارجية المرتبطة بإنتاج واستخدام الطاقة التي ينبعث منها الكربون.
يعتقد جيتس أن إزالة الكربون من الكهرباء يجب أن تكون أولوية، لأنه لن يقلل فقط من الانبعاثات من الفحم والغاز المستخدم في إنتاج الكهرباء، بل سيسمح أيضًا بالتحول السريع إلى النقل الصفري مثل السيارات الكهربائية. وهو يدعو إلى زيادة الابتكار والاستثمار في الطاقة النووية، ويحذر من التركيز المفرط على طاقة الرياح وتوليد الطاقة الشمسية، بسبب طبيعتها المتقطعة.

## النشر
نُشر كتاب «كيفية تجنب حدوث كارثة مناخية» في غلاف مقوى بواسطة ألفريد أ. كنوبف في 16 فبراير 2021. وتم إصدار كتاب صوتي رواه جيتس وويل ويتون في نفس اليوم. نُشرت طبعة ذات غلاف ورقي كبير في 23 فبراير 2021.
ظهر الكتاب في المرتبة الأولى على قائمة الكتب الأكثر مبيعًا في نيويورك تايمز للأسبوع المنتهي في 20 فبراير 2021.

## الاستقبال
في مراجعتها المميزة وصفتها مراجعات كيركس بأنها «خطة موثوقة للغاية ويمكن الوصول إليها حول كيفية تجنب وقوع كارثة مناخية». ومع ذلك كتب المنشور أن «أفكاره ليست كلها مجدية سياسيًا». أشادت صحيفة الإيكونوميست البريطانية بجيتس على كتابه «الواقعية الباردة العينين والتفاؤل المحطم بالأرقام».
وصفت الناشطة المناخية ليا ستوكس الكتاب بأنه «حلول تكنولوجية» إلى حد كبير بالمقارنة مع كتب أخرى نُشرت في وقت مماثل مثل «تحت السماء البيضاء» من تأليف إليزابيث كولبير.